# Tiphia nilgiria
Tiphia nilgiria (лат.) — вид ос рода Tiphia из семейства Tiphiidae (Hymenoptera). Индия.

## Описание
Жалящие перепончатокрылые. Длина тела около 4,8—9,2 мм. Мандибула с сильным преапикальным зубцом; дорсальная сторона пронотума с полным поперечным килем без стыковочных гребней; латеральная сторона пронотума с трансдискальной бороздкой; метанотальный диск с редкими, мельчайшими точками; дорсальная сторона проподеума с поперечными бороздками от латерали до ареолы; переднее крыло с маргинальной ячейкой, равной второй кубитальной ячейке в апикальном расширении. Личинки предположительно, как и близкие виды, паразитируют на пластинчатоусых жуках (Scarabaeidae, Rutelidae, Cetoniinae). Вид был впервые описан в 1975 году американским энтомологом Гарри Виллисом Алленом (1892—1981), а его валидный статус подтверждён в 2022 году.